# Liga dos Comunistas de Montenegro
A Liga dos Comunistas de Montenegro (em servo-croata: Savez komunista Crne Gore, SKCG) foi o ramo montenegrino da Liga dos Comunistas da Iugoslávia. Sob a Constituição Iugoslava de 1974, maiores poderes foram delegados aos vários poderes da república.

## História
A liga era originalmente conhecida como Partido Comunista de Montenegro (em servo-croata: Komunistička partija Crne Gore, KPCG). Em 1952, o Partido Comunista de Montenegro foi renomeado para Liga dos Comunistas de Montenegro, em consonância com a mudança de nome do partido no nível federal iugoslavo. 

### Dissolução
No início da década de 1990, o colapso do comunismo e as crescentes tensões étnicas entre as repúblicas iugoslavas levaram à dissolução do partido federal. 
Em 22 de junho de 1991, a filial montenegrina da Liga foi formalmente dissolvida e seu sucessor direto se tornou o recém-criado Partido Democrático dos Socialistas (DPS).  Em essência, o novo partido continuou exatamente de onde o antigo parou, pois todos os seus membros permaneceram os mesmos. O novo partido é amplamente acusado de envolvimento no contrabando de tabaco e no crime organizado. 

## Líderes Partidários
1. Blažo Jovanović (7 de outubro de 1948 – 29 de junho de 1963)
2. Đorđije Pajković (29 de junho de 1963 – 14 de dezembro de 1968)
3. Veselin Đuranović (14 de dezembro de 1968 – 21 de março de 1977)
4. Vojislav Srzentić (21 de março de 1977 – 1 de julho de 1982)
5. Dobroslav Ćulafić (1 de julho de 1982 – Maio de 1984)
6. Vidoje Žarković (Maio de 1984 – 30 de julho de 1984)
7. Marko Orlandić (30 de julho de 1984 – Maio de 1986)
8. Miljan Radović (Maio de 1986 – 11 de janeiro de 1989)
9. Veselin Vukotić (inteirno; 11 de janeiro de 1989 – 26 de abril de 1989)
10. Milica Pejanović-Đurišić (26 de abril de 1989 – 28 de abril de 1989)
11. Momir Bulatović (28 de abril de 1989 – 4 de fevereiro de 1990)

## Renascimento
Uma nova Liga dos Comunistas de Montenegro foi fundada em 1993.  Mais tarde, esse grupo se uniu a outros grupos comunistas para formar a Liga dos Comunistas da Iugoslávia - Comunistas de Montenegro  que obteve 2.343 (0,69%) votos nas eleições de 2006 e 1.595 (0,49%) votos nas eleições de 2009. Em 2009, este partido se fundiu com os Comunistas Iugoslavos de Montenegro para formar o Partido Comunista Iugoslavo de Montenegro, um partido não parlamentar que conseguiu obter 1 assento na Assembleia Municipal de Plužine.